# Anders Cullhed
Anders Erik Cullhed, född 18 mars 1951, är en svensk professor i litteraturvetenskap vid Stockholms universitet.
Cullhed skrev sin avhandling om poeten Erik Lindegren. Därefter har han sökt sig allt längre bakåt i tiden och till andra språkområden. Monografin Diktens tidrymd behandlar den spanske barockpoeten Francisco de Quevedo. Det omfattande verket Kreousas skugga beskriver senantika författare som Augustinus. 2021 utkom Cullhed med Dante. Den förste författaren. Boken nominerades till både Augustpriset och Stora fackbokspriset.
Dessutom är Cullhed sedan många år medarbetare på kultursidorna i Dagens Nyheter.
Cullhed invaldes 2008 som arbetande ledamot i Kungliga Vitterhetsakademien och han var Akademiens preses 2014–2019.

## Priser och utmärkelser
- 1995 – John Landquists pris
- 1996 – Schückska priset
- 2007 – Rettigska priset
- 2008 – Övralidspriset
- 2008 – Ledamot av Kungliga Vitterhetsakademien
- 2014-2019 – Preses i Kungliga Vitterhetsakademien
- 2015 – Johan Lundblads pris
- 2021 – Johan Hanssons stipendium
- 2022 – Lagergrenska priset
- 2022 – Thuréuspriset
- 2022 – Kellgrenpriset